# Джей Джей Кейл
Джей Джей Кейл (на английски: J. J. Cale) е американски музикант и автор на песни.
Той е сред основоположниците на стила, известен като Тълса саунд, съчетаващ елементи на блус, рокабили, кънтри и джаз.

## Дискография
- 1958 Shock Hop/Sneaky (като Джони Кейл)
- 1960 Troubles, Troubles/Purple Onion (като Джони Кейл Куинтет)
- 1961 Ain't That Lovin You Baby/She's My Desire (като Джони Кейл Куинтет)
- 1966 A Trip Down The Sunset Strip (с Ледъркоутед Майндс)
- 1971 Naturally
- 1972 Really
- 1974 Okie
- 1976 Troubadour
- 1979 5
- 1980 Shades
- 1982 Grasshopper
- 1983 Number 8 (със Стив Рипли, Джим Келтнър и други)
- 1984 Special Edition (компилация)
- 1990 Travel Log
- 1992 Number 10
- 1994 Closer to You
- 1996 Guitar Man
- 1997 Anyway the Wind Blows
- 1998 The Very Best of J. J. Cale
- 2000 Universal Masters Collection
- 2001 Live
- 2004 To Tulsa and Back
- 2006 Collected
- 2006 The Road to Escondido
- 2007 Rewind: The Unreleased Recordings